# Martin Agricola
Martin Agricola (Świebodzin, 6 de enero de 1486-Magdeburgo, 10 de junio de 1556) fue un compositor renacentista y teórico musical alemán, cuyo apellido en alemán puede escribirse como Sohr, Sore, o Sorre y cuya traducción al español es serpiente verde. Fue el primer músico que compuso para las Iglesias Reformadas protestantes y que publicó tratados de música en lenguaje no académico.

## Biografía

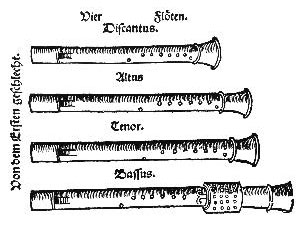
Imagen de la obra Música instrumentalis deudsch en la que vemos varios instrumentos de viento.

Nació en Świebodzin, al este de Brandeburgo, y fue el hijo de un agricultor adinerado. Fue autodidacta, aprendiendo los fundamentos de los conocimientos musicales por sus propios medios, hasta que en 1524 consiguió un puesto como cantor y maestro de música en la principal escuela protestante de Magdeburgo (en la antigua Prusia), ciudad donde permanecería hasta su muerte. En su obra Música instrumentalis deudsch ("Instrumentos musicales alemanes") de 1529, que a pesar de su título políglota está escrita íntegramente en alemán, Martin afirma que, aunque no tuviera preparación musical académica, continuaba aprendiendo el arte de la música por cuenta propia al mismo tiempo que ejercía como profesor. Dicha obra es especialmente relevante no solo por su excelente capacidad musical, siendo uno de los trabajos más importantes de organología y aportando una valiosa información sobre la música de su tiempo, sino también por el marcado estilo alemán que posee, tomando influencias de los escritos contemporáneos de la época. Fue reimpresa en el año 1896 en Leipzig. Martin Agricola entabló una gran amistad con Georg Rhaw, senador de Wittenberg, el cual imprimió la mayor parte de sus trabajos.
Sus obras teóricas son las de mayor interés, pero tampoco se deben olvidar las obras musicales, donde destaca la gran cantidad de composiciones de música coral, y siendo el primero en armonizar en cuatro partes el canto coral Ein' feste Burg de Martín Lutero. Fue un escritor de gran influencia en todos los aspectos de la teoría musical, ideando un nuevo sistema de notación para el laúd que sustituía a la tablatura antigua, y siendo muy influyente en las escuelas de pensamiento de dicho instrumento.
En la actualidad, la ciudad de Magdeburgo posee en su honor una calle con su nombre.

## Obras
- Ein kurtz deutsche Música, (1528).
- Música instrumentalis deudsch, (1529).[1]
- Música figuralis deutsch (1534).
- Von der proportionibus, (1532).
- Rudimenta musices, (1539).
- Duo libri murices, (1561).